# پتر سیم
پتر سیم (استونیایی: Peeter Simm؛ زادهٔ ۲۴ فوریهٔ ۱۹۵۳) کارگردان فیلم اهل استونی است. وی کارگردان فیلم‌هایی همچون گئورگ بوده‌است.